# Alice Sebold
Alice Sebold (Madison, 1963. szeptember 6. –) amerikai írónő. Ismertebb művei a The Lovely Bones és a The Almost Moon című regényei, valamint a Lucky című memoárja. A The Lovely Bones felkerült a New York Times bestsellerlistájára, és 2009-ben azonos című film is készült belőle.
Emlékirata, a Lucky több mint egymillió példányban kelt el, és leírja a Syracuse Egyetemen töltött első évében történteket, amikor megerőszakolták. Tévesen vádolta meg Anthony Broadwatert az elkövetéssel. Broadwater 16 évet töltött börtönben. 2021-ben felmentették, miután egy bíró hatályon kívül helyezte az eredeti ítéletet. Ennek következtében a Lucky kiadója bejelentette, hogy a könyvet többé nem terjesztik.

## Fiatalkora és iskolái
Sebold a wisconsini Madisonban született. Philadelphia Paoli nevű külvárosában nőtt fel, ahol édesapja spanyolt tanított a Pennsylvaniai Egyetemen. Fiatal korukban Seboldnak és idősebb nővérének, Marynek gyakran kellett gondoskodniuk édesanyjukról, aki egy helyi újság újságírója volt, pánikrohamoktól szenvedett és sokat ivott.
Sebold 1980-ban végzett a pennsylvaniai Malvernben található Great Valley Középiskolában. A Syracuse Egyetemen tanult, ahol alapdiplomát szerzett. Professzorai között volt Tess Gallagher, aki Sebold egyik bizalmasa lett. Professzorai között volt Raymond Carver, Tobias Wolff és Hayden Carruth is.
Miután 1984-ben lediplomázott, rövid ideig a texasi Houstoni Egyetemen tanult posztgraduális képzésen, majd a következő 10 évben Manhattanbe költözött. Több pincérnői állást is betöltött, miközben írói pályát folytatott, de sem a versei, sem a regényírásra tett kísérletei nem valósultak meg.
New Yorkból Dél-Kaliforniába költözött, ahol egy művésztelep gondnoka lett, havi 386 dollárt keresett, és egy erdei faházban élt áram nélkül. 1998-ban MFA diplomát szerzett a Kaliforniai Egyetemen, Irvine-ben.

## „Lucky”
Sebold azt állította, hogy 1981. május 8-án a kora reggeli órákban, amikor elsőéves volt a Syracuse Egyetemen, megtámadták és megerőszakolták, miközben hazafelé tartott egy olyan ösvényen, amely egy alagúton keresztül vezetett egy amfiteátrumhoz a kampuszon. Jelentette a bűncselekményt a kampusz biztonsági szolgálatának és a rendőrségnek, akik felvették a vallomását és nyomozást indítottak, de nem tudtak gyanúsítottakat azonosítani. Öt hónappal később, miközben a Syracuse-i kampusz közelében sétált az utcán, találkozott egy férfival, akit hamisan azzal vádolt, hogy ő az erőszaktevő. A férfi, Anthony Broadwater, végül 16 évet töltött börtönben, amely alatt ártatlanságát hangoztatta. Mivel nem ismerte el a támadást, a rasszista rendszert és a hibás nyomozást, ötször megtagadták tőle a feltételes szabadlábra helyezést.

### ALuckymegírása
1996-ban vagy 1997-ben elkezdett regényt írni egy serdülő lány megerőszakolásáról és meggyilkolásáról. Az ideiglenes címe Monsters ("Szörnyek") volt. Nehezen tudta befejezni, és több más regényt is félbehagyott, amelyeket szintén elkezdett. Végül rájött, hogy először a nemi erőszakról és annak rá gyakorolt hatásáról kell írnia.
A Lucky című könyv 1999-ben jelent meg, amelyben részletesen leírta a nemi erőszak minden egyes részletét. Az erőszaktevőre a kitalált "Gregory Madison" nevet használta. Emlékiratának címe egy rendőrtiszttel folytatott beszélgetésből ered, aki elmondta neki, hogy egy másik nőt megerőszakoltak és meggyilkoltak ugyanazon a helyen, és hogy Seboldnak "szerencséje" volt, mert őt nem ölték meg. Sebold azt írta, hogy a támadás miatt elszigetelődve érezte magát a családjától, és hogy évekig hiperéberséget tapasztalt. Felmondott éjszakai munkájáról, mert félt a sötétben leselkedő veszélytől. Depressziós volt, rémálmak gyötörték, sokat ivott és három éven át heroint szippantott. Végül, miután elolvasta Judith Lewis Herman Trauma and Recovery ("Trauma és felépülés") című könyvét, rájött, hogy poszttraumás stressz szindróma alakult ki nála.
Egy kritikus szerint Lucky pozitív kritikákat kapott, majd "a feledés homályába merült". Miután Sebold sikeres lett 2002-es The Lovely Bones című regényével, az emlékirat iránti érdeklődés megnőtt, és több mint egymillió példányban kelt el.

### Broadwater felmentése
Broadwater ötször próbálta meg hatályon kívül helyeztetni az ítéletet, legalább ugyanennyi ügyvédi csoporttal. Amikor Timothy Mucciante executive producerként kezdett dolgozni a Lucky filmadaptációján, eltéréseket vett észre a könyv tárgyalást leíró részében. Később a The New York Timesnak elmondta: „Kétségeim támadtak – nem Alice támadásáról elmesélt történettel kapcsolatban, ami tragikus volt, hanem a könyv tárgyalásról szóló második részével kapcsolatban, ami nem állt össze.” Végül kirúgták a projektből, amikor nem biztosította a finanszírozást az eredetileg elfogadott módon, majd magánnyomozót fogadott fel, hogy vizsgálja felül a Broadwater elleni bizonyítékokat.
2021 novemberében egy New York-i Legfelsőbb Bírósági bíró felmentette Broadwatert, aki megállapította, hogy komoly problémák voltak az eredeti ítélettel. Az ítélet nagymértékben két bizonyítékon alapult: Sebold vallomásán és mikroszkopikus hajszálelemzésen, egy olyan törvényszéki technikán, amelyet az Egyesült Államok Igazságügyi Minisztériuma később megbízhatatlannak talált.
A rendőrségi helyszínelés során, amelyen Broadwater is jelen volt, Sebold egy másik személyt azonosított az erőszaktevőjeként. Amikor a rendőrök közölték vele, hogy Broadwateren kívül mást azonosított, azt mondta, hogy a két férfi „szinte teljesen egyformának” tűnt. A Broadwater felmentését érvelő védőügyvédek azt állították, hogy a sorakozó után az ügyész hazudott Seboldnak, azt mondva neki, hogy az általa azonosított férfi és Broadwater barátok, és hogy mindketten azért jöttek a sorakozóra, hogy összezavarják őt. Azt is állították, hogy Sebold a Lucky-ban azt írta, hogy az ügyész arra tanította, hogy változtassa meg a személyazonosságát. 2021-ben a Broadwater új ügyvédei azzal érveltek, hogy ez befolyásolta Sebold vallomását. William J. Fitzpatrick, Onondaga megye kerületi ügyésze, aki csatlakozott az ítélet hatályon kívül helyezésére irányuló indítványhoz, azzal érvelt, hogy a gyanúsított azonosítása hajlamos a hibákra, különösen akkor, ha a gyanúsított más fajú, mint az áldozat; Sebold fehér, Broadwater pedig fekete.
Felmentése után Broadwater azt mondta: „Nem vagyok keserű, és nem is vagyok rosszindulatú iránta.” Egy héttel később Sebold nyilvánosan bocsánatot kért az ítéletben játszott szerepéért, mondván, hogy küzd "azzal a szereppel, amelyet akaratlanul is játszottam egy olyan rendszerben, amely egy ártatlan férfit börtönbe küldött", és hogy Broadwater "egy újabb fiatal fekete férfivá vált, akit brutálisan bántalmazott a hibás jogrendszerünk. Örökké bánni fogom, amit vele tettek". Sebold bocsánatkérésének módja kritikát váltott ki egyes megfigyelőkből, akik megjegyezték, hogy az nagyrészt passzív hangon hangzott el, és nem ismerte el a személyes felelősséget Broadwater meggyőződéséért. A Scribner, a Lucky kiadója Broadwater felmentését követően közleményt adott ki, amelyben kijelentette, hogy a könyv minden formátumának terjesztése megszűnik.

## The Lovely Bones
Miután a Lucky-t befejezte, Sebold befejezhette a Monsters című regényét. A kéziratot elküldte mentorának, Wilton Barnhardtnak, aki továbbította az ügynökének. A mű végül 2002-ben jelent meg The Lovely Bones ("Szép csontok") címmel. A történet egy tizenéves lányról szól, akit 14 éves korában megerőszakolnak és meggyilkolnak. Egy Publishers Weekly-nek adott interjúban Sebold azt mondta: „Az motivált, hogy az erőszakról írjak, mert hiszem, hogy ez nem szokatlan. Egyszerűen az élet részének tekintem, és azt hiszem, bajba kerülünk, amikor elkülönítjük azokat az embereket, akik már átélték, azoktól, akik nem. Bár szörnyű élmény, nem mintha az erőszak ne érintett volna sokunkat.”
A Houston Chronicle egyik kritikusa a regényt „egy nyugtalanító történetként írta le, tele horrorral, zűrzavarral és mély, csontig hatoló szomorúsággal. Mégis megindító, szenvedélyes érdeklődést és szeretetet tükröz a hétköznapi élet iránt annak legcsodálatosabb és legszörnyűbb, még a leghétköznapibb formájában is”. A The New York Times egyik kritikusa azt írta, hogy Sebold "képes volt mind a hétköznapit, mind a rendkívülit, a banálist és a borzalmast lírai, nem szentimentális prózában megragadni". A The Lovely Bones több mint egy évig szerepelt a The New York Times bestsellerlistáján, és 2007-re több mint tízmillió példányban kelt el világszerte.
2009-ben Peter Jackson azonos című filmet adaptált belőle, Saoirse Ronan, Susan Sarandon, Stanley Tucci, Mark Wahlberg és Rachel Weisz főszereplésével.

## Egyéb írások
Sebold második regénye, a The Almost Moon ("Majdnem Hold"), egy művészeti osztályban dolgozó modellről szól, aki meggyilkolja az anyját. A könyv a következő mondattal kezdődik: „Végül is, anyám megölése könnyen ment”, és folytatja két másik könyvének egyik fő témáját az erőszakos cselekmények leírásával. Sebold a gyilkosságot használja kiindulópontként a szülők és lányaik közötti diszfunkcionális kapcsolatok vizsgálatához. A könyv vegyes kritikákat kapott.
Sebold vendégszerkesztette a 2009-es legjobb amerikai novellákat.

## Díjak és elismerések
A The Lovely Bones 2002-ben elnyerte a Bram Stoker-díjat első regény kategóriában és a Heartland-díjat, valamint az Amerikai Könyvkereskedők Szövetségének Év Könyve díját felnőtt szépirodalom kategóriában 2003-ban. Sebold 2000-ben, 2005-ben és 2009-ben MacDowell-ösztöndíjas volt. 2016-ban az Emerson College díszdoktori címet adományozott Seboldnak.

## Magánélete
2001-ben Sebold feleségül ment Glen David Gold regényíróhoz; a pár 2012-ben elvált.

## Művei
- Lucky (memoár, 1999), Scribner, ISBN 0-684-85782-0
- The Lovely Bones (regény, 2002), Little, Brown, ISBN 0-316-66634-3
- The Almost Moon (regény, 2007), Little, Brown, ISBN 0-316-67746-9

### Magyarul megjelent
- Komfortos mennyország (The Lovely Bones) – Európa, Budapest, 2003 · ISBN 963077478X · Fordította: Tábori Zoltán

## Egyéb információk
- Alice Sebold az Internet Movie Database oldalon (angolul)

## Fordítás
- Ez a szócikk részben vagy egészben  az   Alice Sebold című angol Wikipédia-szócikk ezen változatának fordításán alapul.  Az eredeti cikk szerkesztőit annak laptörténete sorolja fel. Ez a jelzés csupán a megfogalmazás eredetét és a szerzői jogokat jelzi, nem szolgál a cikkben szereplő információk forrásmegjelöléseként.